# Sourton
Sourton – wieś i civil parish w Anglii, w Devon, w dystrykcie West Devon. W 2011 civil parish liczyła 420 mieszkańców. Sourton jest wspomniana w Domesday Book (1086) jako Surintone/Surintona.